# TFG (音楽グループ)
TFG（ティーエフジー）は、スペースクラフトに所属する俳優5人による、新感覚アーティストグループ。2019年結成。所属レコード会社はビクターエンタテインメント。レーベルはVictor。

## 概要
人の持つ五感を刺激する、業界初の感覚をコンセプトとしたグループである。グループ名は「Touchable FraGrance（触れることのできる香り）」に由来。「五感すべてが刺激される感覚を楽しんでほしい」という思いが込められている。

## 略歴
2019年4月10日に結成およびCDデビューが発表され、7月17日にデビューシングル「My dear Summer」がビクターエンタテインメントより発売された。
2020年8月31日に健人が『TFGLiveTour2020－celebraTion－』をもって卒業と事務所退社となり、3月26日には赤澤遼太郎が『TFG Online Live 2021』をもって卒業した。
2022年8月6日および8月7日にはTFGとして最後のパフォーマンス、『TFG The Last Live - Never END -』を開催した。

## メンバー
公式サイトのプロフィールをもとに記述。それぞれが担当カラーと担当フレグランスを持つ。
| 名前                         | 生年月日               | 出身地 | 身長  | カラー | フレグランス       |
| ---------------------------- | ---------------------- | ------ | ----- | ------ | ------------------ |
| 前川優希 （まえかわ ゆうき） | 1997年12月17日（27歳） | 東京都 | 179cm | Blue   | ハーバルノート     |
| 佐藤信長 （さとう のぶなが） | 1995年3月30日（29歳）  | 宮崎県 | 175cm | Pink   | フローラルノート   |
| 坂垣怜次 （さかがき れいじ） | 1995年5月16日（29歳）  | 埼玉県 | 180cm | Orange | オリエンタルノート |
| 堀田怜央 （ほった れお）     | 1995年11月3日（29歳）  | 栃木県 | 177cm | Yellow | シトラスノート     |
| 桜庭大翔 （さくらば はると） | 1996年2月21日（29歳）  | 大分県 | 187cm | Purple | バルサムノート     |

## 脱退メンバー
| 名前                                 | 生年月日              | 出身地   | 身長  | カラー | フレグランス     |
| ------------------------------------ | --------------------- | -------- | ----- | ------ | ---------------- |
| 健人 （けんと）                      | 1993年11月6日（31歳） | 大阪府   | 178cm | Green  | ウッディノート   |
| 赤澤遼太郎 （あかざわ りょうたろう） | 1997年1月11日（28歳） | 神奈川県 | 173cm | Red    | スパイシーノート |

## ディスコグラフィ
最高位はオリコン週間ランキングを元に記述。

## タイアップ
| 曲名           | タイアップ先                                                     |
| -------------- | ---------------------------------------------------------------- |
| My dear Summer | テレビ朝日系「BREAK OUT」オープニング・テーマ（2019年7月度）     |
| 瞬間           | 日本テレビ系「バズリズム02」 エンディング・テーマ（2021年2月度） |

## 作品

### カレンダー
- TFG カレンダー 2022（2021年11月13日発売）

## 出演

### テレビ番組
- WOWOW PLUS MUSIC -深夜1時の音楽タイム-『TFG 〜兎にも角にもファンのために頑張ります〜』（2019年11月20日 - 2020年1月1日、歌謡ポップスチャンネル）[11]
- プレミアMelodix!（2020年3月23日、テレビ東京）
- 音流〜ONRYU〜（2020年4月10日、テレビ東京）
- バズリズム02（2021年2月12日、日本テレビ系）[12]